# Bombardero de Ataque de Largo Alcance

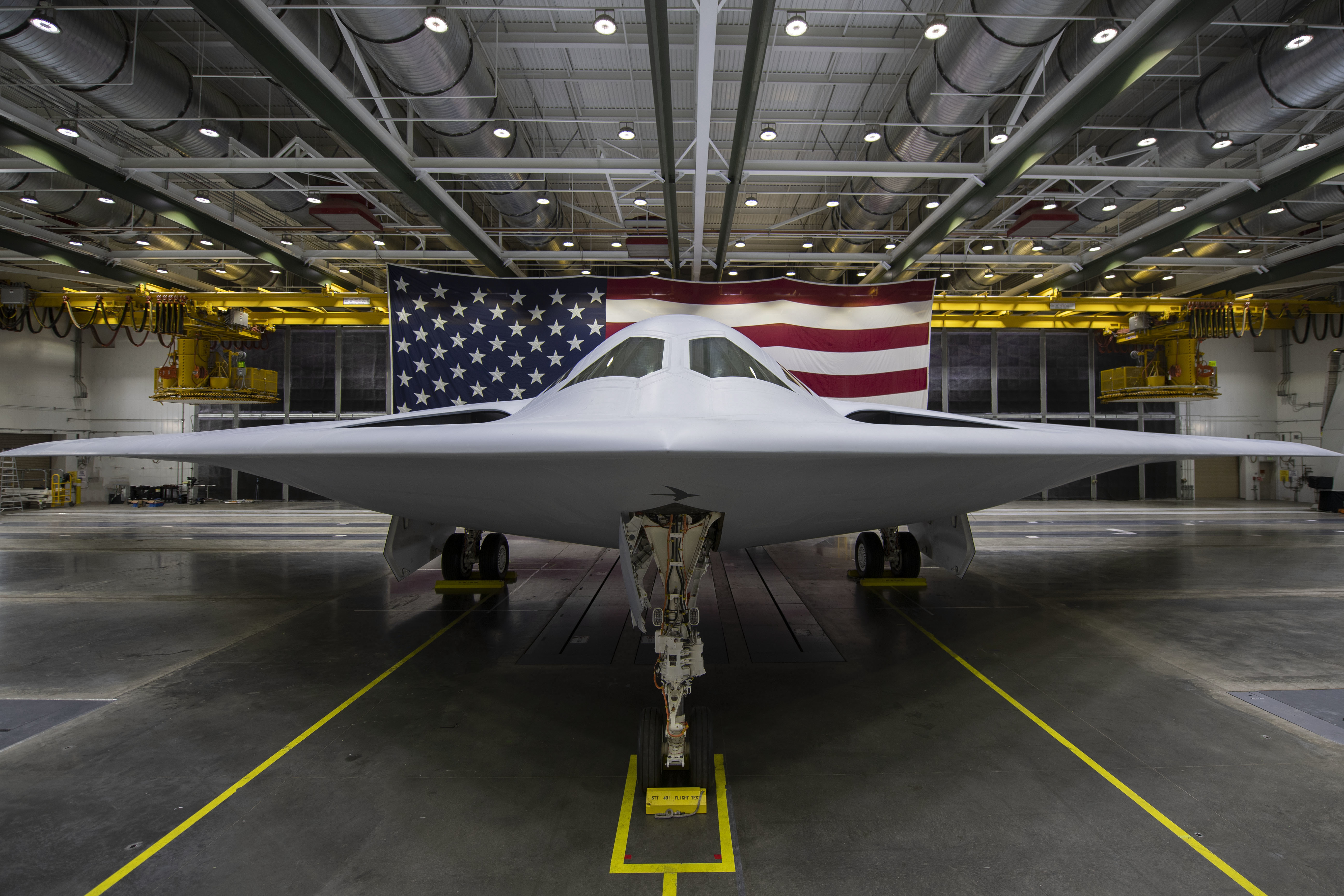
El B-21 Raider fue el resultado obtenido tras el desarrollo del programa militar.

El Bombardero de Ataque de Largo Alcance (en inglés: Long Range Strike Bomber, LRS-B) es un programa de desarrollo y adquisición para desarrollar un bombardero estratégico de largo alcance para la Fuerza Aérea de los Estados Unidos, destinado a ser un avión furtivo de carga pesada capaz de transportar armas termonucleares. La capacidad operativa del avión está prevista para mediados de la década de 2020. 
En julio de 2014 se emitió una solicitud de propuesta para desarrollar el avión. La Fuerza Aérea planea adquirir al menos 100 unidades del avión LRS-B a un costo estimado de 550 millones de dólares cada uno (dólares de 2010), y potencialmente se considera que hasta 200 unidades entren en servicio eventualmente. Se otorgó un contrato de desarrollo a Northrop Grumman para su B-21 Raider en octubre de 2015. Debido a la naturaleza sensible, gran parte del proyecto está altamente clasificado y hay poca información disponible para el público. A finales de 2019 se sabía que la construcción de la aeronave había comenzado, y el 2 de diciembre de 2022 se dio a conocer al público.